# 프라토도
프라토도(이탈리아어: Provincia di Prato)는 이탈리아 토스카나주의 도이다. 도청 소재지는 프라토이다. 면적은 365 km2, 인구는 227,886(2004)이다.